# 混合気
混合気（こんごうき）とは、ガス燃料（気体）もしくは霧状の液体燃料が混ざり合った状態の空気を示す。主に自動車エンジンなどの内燃機関を論じる場合に多用される用語である。
なお、予混合圧縮自然着火燃焼方式を除いた通常のディーゼルエンジンでは、圧縮行程の終盤以降に燃料の噴射が開始されるため、吸気から圧縮までを空気のみで行い、混合気の生成や気化器を必要としない。

## 概要
内燃機関では、気筒内で燃料を燃焼させる事で動力を生み出す。燃焼するには空気（その中の酸素）が必要となるため、気筒内には燃料だけでなく空気を入れる必要がある。自動車等のエンジンでは通常、大気をそのままエンジンの気筒内に流入させる。
また、ガソリン等の液体燃料を用いる場合、液体の状態では燃焼の効率が悪いため、気体、もしくは液体を霧状と（霧化）する。混合気とは、この大気と燃料が混ざり合った状態を指し、この状態によって燃焼の状態が左右され、ひいてはエンジンの出力など、運転状態を左右する重要な要素である。
なお内燃機関の燃焼を論じる際に、「混合気が濃い」（リッチ）あるいは「混合気が薄い」（リーン）といった表現が見られることがあるが、これは混合気を構成する燃料の割合が多いか少ないかを表す独特の表現である。具体的には、「混合気が濃い」といった場合には空気に対して燃料の比率が多めであることを、「混合気が薄い」といった場合には空気に対して燃料の比率が少なめであることを表す。

## 自動車用エンジンの混合気
ガソリンエンジンやガス燃料エンジンの燃焼室に入る吸気のことである。
エアクリーナーボックスから入ってきた空気と、気化器内のニードル、またはインテークマニホールドのインジェクターから供給された燃料が霧化され、混ざりあっている状態。このときの空気と燃料の質量の比を空燃比と呼び、14.7:1 が完全燃焼に適した理論値（理論空燃比）と言われている。また、混合気に含まれる燃料の一部は燃焼室周りの熱で気化し、バルブを冷却する。
ガソリンエンジンはこれをシリンダー内で圧縮し、点火プラグの電気火花によって点火・爆発させ、出力を得る。
電子制御式の燃料噴射装置では、エンジンブレーキ使用時のように一定回転数以上でスロットルを完全に閉じた場合、燃費を改善する目的で燃料カットが行われる。この場合燃料は噴射されず、吸気は空気のみとなる。

## 混合給油方式
古典的な2ストローク機関では、エンジンの潤滑油をあらかじめ燃料に混合してから供給する「混合給油」となっており、オートバイや自動車のエンジンにも、この方式が当然のように採用されていた。これは、オイルポンプやオイルフィルターをはじめとする潤滑系を省略でき、生産コストを抑えるメリットはあるが、当然、潤滑能力は燃料の量に左右されるため、低速時には潤滑過多による点火プラグの汚損、長いエンジンブレーキでは潤滑切れとなり焼きつきを引き起こすなど、不完全な方式である。また、混合燃料が入手できない場合、燃料補給の際に潤滑油の計量が必要となり、油まみれの計量器を携行する必要があるなど、取り扱いが煩雑でもある。
燃料と共に燃焼する潤滑油は「使い捨て」であり、そのまま排気となって大気放出されるため、回収・再利用が不可能な上、環境性能も低い。
1961年（昭和36年）、ダイハツ・ハイゼットが「世界最初のオイルマチックエンジン」と称して燃料と別系統で潤滑油を必要量給油する分離給油方式の2ストロークエンジンを搭載したが、当時のダイハツ工業の社長小石雄治は、小型自動車工業会の会長を務めていた立場もあって、その技術を業界の求めに応じて開放した。以後メーカー各社は競って同様の装置を製品化し、日本では急速に分離給油化と装置の改良が進み、回転数、スロットル開度、負荷の程度により混合比が自動可変し、クランクシャフトまわりのベアリングにも、オイルを圧送する方式が主流となった。